# نیروگاه لو ترول
نیروگاه لو ترول (به فرانسوی: Barrage du Truel) یک نیروگاه و سد در فرانسه است که در Le Truel واقع شده‌است.